# Juan III de Amalfi
Juan III o Juan IV (la enumeración de los gobernantes de Amalfi nunca se ha estandarizado) era el duque de la República amalfitana brevemente en 1073 por derecho de sucesión tras la muerte de su padre, Sergio III de Amalfi, en noviembre. Juan era sólo un bebé cuando su padre murió, por entonces, los amalfitanos requieran un gobernante que pudiera defenderse, y entonces fue rápidamente depuesto y exiliado. En consecuencia, dada la falta de un gobernante adulto, Amalfi se rindió a los normandos encabezados por Roberto Guiscardo.